# Perisoreus
Perisoreus là một chi chim trong họ Corvidae.

## Các loài
- Perisoreus canadensis
- Perisoreus infaustus
- Perisoreus internigrans